# Semesterspiegel
Der Semesterspiegel (SSP) ist eine in Münster erscheinende Studierendenzeitung. Er erscheint seit 1954 und ist damit die älteste kontinuierlich erscheinende Studierendenzeitung Deutschlands. Er erscheint etwa viermal im Jahr, immer im Semester.
Der Semesterspiegel wird durch den sogenannten Herausgeber*innenausschuss (HGA), einem Ausschuss des Studierendenparlaments der Universität Münster, herausgegeben und steht allen Studierenden in Münster offen. Die Finanzierung der kostenlos in Mensen und Instituten ausliegenden Zeitung erfolgt über Mittel der verfassten Studierendenschaft (Semesterbeitrag). Die inhaltliche Konzipierung und Zusammenstellung wird durch eine vom HGA gewählte Chefredaktion, Ressortleiter, Redaktionsmitglieder sowie je einen fest angestellten Geschäftsführer und Layouter durchgeführt. Die Redaktion ist inhaltlich unabhängig vom Allgemeinen Studierendenausschuss.
Inhaltlich beschäftigt sich der Semesterspiegel mit (Hochschul-)Politik und aktuellem Campus-Geschehen sowie Kultur und Studentenleben mit besonderem Schwerpunkt auf Münster. Zudem wird in jeder Ausgabe als Schwerpunkt ein Titelthema behandelt. Bei den Artikeln handelt es sich neben den Beiträgen der Redakteure zu großen Teilen auch um Beiträge von freien Mitarbeitern und anderen Studierenden.
Gegründet wurde der Semesterspiegel im Jahr 1954. Erster studentischer Chefredakteur war der spätere Medienwissenschaftler Peter Pleyer. Ende der fünfziger bzw. Mitte der sechziger Jahre waren die späteren Journalisten Walter Vitt sowie Cornelius Riewerts und der heutige Sozialwissenschaftler Klaus Hurrelmann Redakteure beim SSP. 1969 erschien im SSP ein Artikel von Ulrike Meinhof, welche im folgenden Jahre die RAF mitbegründete.
Weitere Prominente, die früher in der Redaktion des SSP tätig waren:
- Dietmar Grieser, Journalist und Autor
- Hermann Naber, Hörspieldramaturg und -regisseur
- Helmut Elfring, Politiker und ehemaliger Landtagsabgeordneter (CDU)
- Thomas Rother, Schriftsteller und bildender Künstler
- Jürgen P. Wallmann, Literaturkritiker und Essayist
- Wolf Lepenies, Soziologe, Wissenschaftspolitiker und wissenschaftlicher Schriftsteller sowie emeritierter Professor an der Freien Universität Berlin
- Volker Schulze, Fachpublizist, Historiker und Buchautor.
- Rupert Neudeck, Journalist, Gründer des Cap Anamur / Deutsche Not-Ärzte e. V. und Vorsitzender des Friedenskorps Grünhelme
- Franz Josef Düwell, Jurist, Vorsitzender Richter a. D. am Bundesarbeitsgericht und Honorarprofessor an der Universität Konstanz
- Karl-Heinz Krems, Politiker und ehemaliger Landtagsabgeordneter (SPD), Staatssekretär im Justizministerium
- Ali Bas, Politiker und Landtagsabgeordneter (Bündnis 90/Die Grünen)

Das Haus der Geschichte in Bonn führt in seinem Archiv zwei Hefte aus den Jahren 1984 und 1985. In einem der beiden Hefte wird der Rücktritt von Bundestagspräsident Rainer Barzel im Zusammenhang mit der Flick-Spendenaffäre thematisiert, im anderen Heft über eine angebliche Verstrickung des RCDS in diese Flick-Affäre berichtet.
Im Juni 2012 erschien die 400. Ausgabe des Semesterspiegels; zu diesem Jubiläum veranstaltete die Redaktion auch eine Ringvorlesung zu verschiedenen Themen. Im September 2012 wurde eine Dissertation veröffentlicht, die sich inhaltlich mit dem Semesterspiegel beschäftigt. 2014 feierte die Redaktion das 60-jährige Jubiläum der Zeitschrift, zu dem auch zahlreiche ehemalige Redakteure nach Münster eingeladen waren.
Im April 2019 erschien der Semesterspiegel in einem neuen Layout und erhöhter Auflage. Der Semesterspiegel bietet allen interessierten Studenten der Münsteraner Hochschulen die Möglichkeit, in der Lernredaktion erste journalistische Erfahrungen zu sammeln.